# يانيس ريتسوس
يانيس ريتسوس (Γιάννης Ρίτσος)ء (1 مايو 1909 في قرية «مونيمفاسيا» - 11 نوفمبر 1990 في أثينا)، هو شاعر يوناني.

## نشأته
تلقى يانيس ريتسوس تعليمه الأول في مدرسة القرية، وكتب أول قصيدة له في سنة 1917. في آب 1921 توفى أكبر أشقائه بسبب إصابته بالسل ولحقت به والدته بعد ثلاثة أشهر بداء السل أيضا الذي أصاب كامل القرية. أما والده فقد جن جنونه وفقد أمواله بسبب القمار بعد أن كان رجلاً ثرياً ينتمي إلى عائلة نبيلة تملك أراض عدة.
بعد إنهائه دروسه الثانوية انتقل إلى مدينة أثينا التي عانى فيها من الفقر بسبب قلة موارده مما أجبره على أن يقطع دروسه والعمل في مهن صغير، ككاتب ينسخ الأوراق في نقابة المحامين، وراقص هامشي بإحدى الفرق الفنية، وممثل صامت، ثم مصححاً وقارئاً لبروفات الطباعة لدى أحد الناشرين، حتى حظي بوظيفة في «المصرف الوطني» لكنه أصيب هو الآخر بمرض السل في سنة 1926  فيعود إلى قريته التي يكتب فيها ديوانه «منزلنا القديم». يدخل والده المأوى في نفس السنة ويدخل هو أحد المصحات ويمكث فيها مدة ثلاث سنوات. خلال يتك الفترة لم يتوقف عن القراءة والكتابة كما تعرف على الوسط «التقدمي» وعند مغادرته للمصحة عاوده المرض ودخل مصحا آخر. في سنة 1931 عاد ريتسوس إلى أثينا وامتهن التمثيل في أحد مسارحها. وقال ريتسوس عن تلك المرحلة من حياته:
 .

## بدايته الشعرية
في سنة 1934 قام يانيس بإصدار أول ديوان له ويحمل اسم «تراكتورات»، وفي السنة التالية أصدر ديوانه الثاني وسماه «أهرامات»، وكان قد كتب معظم القصائد هذين الديوانين خلال القترة التي قضاها في المصحة. ألهمت الأحداث الدامية التي عرقتها بلاده لكتابة قصائده. فقصيدته الشهيرة «أبيتافيوس» عرفت النور إثر مقتل ثلاثين عامل تبغ وجرح ما يقارب الثلاثمائة منهم إثر تظاهرة في أيار 1934 فتحت فيها الشرطة اليونانية النار عليهم وتخلد قصيدة «أبيتافيوس» ذكرى تلك الأحداث الدامية فهي قصيدة جنائزية تتكون من عشرين نشيداً أو ترنيمة مشدودة إلى الذاكرة الجمعية بوشائجها الشعورية بالغناء العامي والأسطورة الوثنية والطقس الأرثوذكسي. صادر النظام العسكري الذي كان يحكم اليونان ال قصيدة وأحالها إلى محرقة الكتب أمام أعمدة معبد زيوس ويقوم ميكيس ثيودوراكيس في سنة 1961 بتلحين هذه القصيدة.
في عام 1937 أصدر ريتسوس كتابه "نشيد أختي" وفي ترجمات أخرى "أغنية أختي". أعجب كوستيز بالاماس الذي كان يعتبر أشهر الأدباء اليونانيين في تلك الفترة ويقول فيه: "إننا ننحني أيها الشاعر كي تمر". واصد ريتسوس اصدراته الأدبية ونشر في سنة 1938 كتابه "سمفونية الربيع" وبعده بسنتين "مسيرة المحيط". تدهورت حالته الصحية خلال سنوات الحرب العالمية الثانية خلال سنوات الحرب ما بين 1940 و1944 تسوء حالته الصحكما يعاني اليونان من جوع وفقر كبير. يكتب أحد الصحافيين عن حالة ريتسوس في إحدى الصحف اليونانية لتبيه المثقفين بحالته ويتم جمع التبرعات له ولكنها رُفضت من قبل ريتسوس الذي طلب توزيعها على جميع الكتاب والشعراء المحتاجين  ورغم حالته لم يتوقف ريتسوس عن الكتابة ولكن السلطات النازية التي كانت تحتل اليونان قامت بمنع كتابه " "تجربة".

## كفاحه
وغادر ريتسوس أثينا في سنة 1945 واستقر في بلدة كوزاني التي أسس فيها مسرحاً شعبياً وكتب مسرحيته «أثينا تحت السلاح» وقصيدة طويلة بعنوان «حاشية الانتصار» ثم يرجع إلى أثينا ويكتب مجموعتين خلال عامين: «يونانية» و«سيدة الكروم». ويتم اعتقاله من منزلـه في 1948 وسط حملات قامت بها الشرطة ويتم اقتياده إلى مخيم للأسرى في جزيرة ليمنوس. وينقل إلى سجن «ماكرونيسوس» في 1949 ويعذب فيه تعذيبا شديدا خلال سجنه قام بكتابة مجموعته «زمن الحجر»، التي طمرها في التراب. تم العثور على أوراق المجموعة بعد سنوات وتم طباعتها. ينقل ريتسوس في عام 1950 إلى سجن آخر، ويكتب: «رسالة إلى جوليو ـ كوري»، و«أزقة العالم»، و«النهر ونحن». تم تأسيس لجنة أوروبية متكونة من شعراء ومثقفين مطابة بحريته وذلك بمبادرة من الشاعر الفرنسي لويس أراغون الذي وصفه سنة 1956 بأنه «ارتجافة جديدة في الشعر الحديث» ويتم إخلاء سبيله في سنة 1952 ويكتب «الرجل ذو القرنفل». في عام 1954 يجمع بعض القصائد التي كتبها في السجن ويطبع كتابه «سهر».
يتزوج فاليستا جيورجياديس التي كان قد تعرف عليها خلال الحرب، التي تنجب له في 1955 ابنته «أري» ويكتب لها «نجمة الصبح» ويزور الاتحاد السوفييتي سنة 1956 ويكتب قصيدته الطويلة «سوناتا في ضوء القمر» وعبرها يبدأ ريتسوس مرحلة المونولوجات الدرامية ـ الشعرية وتنال هذه القصيدة الجائزة الوطنية الكبرى للشعر الهيليني سنة 1956. ثم توالت كتبه «وقائع»، «صفاء شتوي»، «مرمدة» المستوحى من موت فتاة صغيرة، وفيه القصيدة المعروفة «شكل الغياب». كما يزور رومانيا في عام 1958 ويواصل كتابته ويهدي قصيدة «القديس الأسود» إلى المناضل الإفريقي باتريس لومومبا كما يلتقي سنة 1962 خلال زيارته لبراغ ابلشاعر التركي ناظم حكمت.

## انقلاب 67
في عام 1967 يعرف اليونان انقلابا ويعود العسكريون إلى سدة الحكم ويلقى القبض على يانيس ويسجن في جزيرة ياروس ويمنع فيه من الكتابة ثم ينقل إلى مخيم في جزيرة «ليروس»، وسمح له فيه بالكتابة والرسم. وفي آب 1968 يدخل ريتسوس قسراً جناح السرطان في أحد مستشفيات أثينا ثم يعاد إلى جزيرة «ليروس». أطلق لويس أراغون حملة جديدة وواسعة إذ ضمّت أشهر الأدباء الأوروبيين كللت بإطلاق مشروط ليانيس ووضع تحت الإقامة الجبرية في بيته العائلي في كارلوفاسي. ساءت حالته النفسية والجسدية بعد شهر من إطلاقه سراحه ولم يتمكن من السفر إلى أثينا إلا في سنة 1970 وذلك لإجراء بعض الفحوصات الطبية. وكتب فيها مجموعته «الممشى والدرج» وفي ترجمة أخرى لعنوان المجموعة «الممر والسلالم».
في سنة 1974 يسقط النظام العسكري ويصعد نظام «الوحدة الوطنية» وتمنحه جامعة «تسالونيك» شهادة الدكتوراه الفخرية: «لكونه يشمخ منذ أربعين سنة كركيزة للأمة اليونانية وكصوت لها». ويحصل على الجائزة الدولية الكبرى للشعر وتم ترشيحه إلى جائزة نوبل في الأدب ولكنه لم يتحصل عليها.

## روابط خارجية
- يانيس ريتسوس على موقع IMDb (الإنجليزية)
- يانيس ريتسوس على موقع الموسوعة البريطانية (الإنجليزية)
- يانيس ريتسوس على موقع مونزينجر (الألمانية)
- يانيس ريتسوس على موقع ميوزك برينز (الإنجليزية)
- يانيس ريتسوس على موقع ديسكوغز (الإنجليزية)
- يانيس ريتسوس على موقع قاعدة بيانات الفيلم (الإنجليزية)